# 291-es busz (Budapest)
A budapesti 291-es jelzésű autóbusz a Nyugati pályaudvar és Zugliget, Libegő között közlekedik. A vonalat a Budapesti Közlekedési Zrt. üzemelteti.
A 91-es busszal megegyező útvonalon halad a Nyugati pályaudvar és a Szilágyi Erzsébet fasor között, amely szakaszon a nap nagy részében (a késő esti időszakot leszámítva) felváltva közlekednek.

## Története
A 2008-as paraméterkönyv tervezetében a 158-as busz kiváltására a 156-ost hosszabbították volna meg a Dániel út – Szarvas Gábor út útvonalon a libegőig. A környéken lakók tiltakozása miatt ezt a tervet elvetették. A 91-es járatot már úgy tervezték, hogy a Nyugati pályaudvar – Moszkva tér között jár. A 158-as kiváltására végül a 91A jelzésű Nyugati pályaudvar – Endrődi Sándor utca útvonalra tervezett betétjáratot hosszabbították meg a Libegőig 291-es jelzéssel.
2015. január 19-étől december 12-éig a Széll Kálmán tér átépítése miatt ideiglenesen nem közlekedett, a Nyugati pályaudvar és a Nagyajtai utca között a sűrűbben járó 91-es, a Nagyajtai utca és a Zugliget, Libegő között a meghosszabbított útvonalon közlekedő 102-es busz helyettesítette.

## Útvonala
| Zugliget, Libegő felé |
| Nyugati pályaudvar M vá. – Szent István körút – Margit híd – Margit körút – Margit utca – Mecset utca – Margit tér – Apostol utca – Rómer Flóris utca – Szemlőhegy utca – Vérhalom utca – Vérhalom tér – Cimbalom utca – Pusztaszeri út – Gábor Áron utca – Szilágyi Erzsébet fasor – Budakeszi út – Zugligeti út – Zugliget, Libegő vá. |
| Nyugati pályaudvar felé |
| Zugliget, Libegő vá. – Zugligeti út – Budakeszi út – Szilágyi Erzsébet fasor – Gábor Áron utca – Pusztaszeri út – Cimbalom utca – Vérhalom tér -Vérhalom utca – Szemlőhegy utca – Rómer Flóris utca – Margit körút – Margit híd – Szent István körút – Nyugati pályaudvar M vá.                                                          |

## Megállóhelyei
| 0  | Nyugati pályaudvar M végállomás                 | 25 | 4, 6 72, 73 9, 26, 91, 191, 226 S21 S50 Z50 S70 G70 Z70 S71 G71 S72 Z72 IC, EC, sebesvonat    | Nyugati pályaudvar, Metróállomás, Autóbusz-állomás, Westend bevásárlóközpont, Skála Metró |
| 1  | Jászai Mari tér                                 | 23 | 2, 2B, 4, 6, 23 75, 76 9, 15, 26, 91, 191, 226                                                | Margit híd                                                                                |
| 4  | Margit híd, budai hídfő H                       | 20 | 4, 6, 17, 19, 41 9, 26, 91, 191, 226                                                          | HÉV-állomás, Margit híd                                                                   |
| 6  | Apostol utca (↓) Margit körút (↑)               | 18 | 91, 191                                                                                       |                                                                                           |
| 8  | Zivatar utca                                    | 17 | 91, 191                                                                                       |                                                                                           |
| 9  | Szemlőhegy utca (↓) Rómer Flóris utca (↑)       | 16 | 91, 191                                                                                       |                                                                                           |
| 10 | Mandula utca                                    | 15 | 91, 191                                                                                       |                                                                                           |
| 11 | Vérhalom tér                                    | 14 | 91                                                                                            |                                                                                           |
| 12 | Cimbalom utca                                   | 12 | 91                                                                                            |                                                                                           |
| 13 | Vend utca                                       | 11 | 91                                                                                            |                                                                                           |
| 14 | Pusztaszeri körönd                              | 10 | 11, 91, 111                                                                                   | Rózsakert bevásárlóközpont                                                                |
| 15 | Endrődi Sándor utca                             | 9  | 91                                                                                            |                                                                                           |
| 16 | Bimbó út / Gábor Áron utca                      | 8  | 91, 149                                                                                       |                                                                                           |
| 17 | Orló utca                                       | 7  | 91                                                                                            |                                                                                           |
| 18 | Gábor Áron utca / Pasaréti út                   | 6  | 5, 91                                                                                         |                                                                                           |
| 19 | Szilágyi Erzsébet fasor (↓) Gábor Áron utca (↑) | 5  | 91                                                                                            |                                                                                           |
| 20 | Budagyöngye                                     | 4  | 56, 56A, 59B, 61 22, 22A, 129, 222 781, 782, 783, 784, 785, 786, 787, 789, 791, 793, 794, 795 |                                                                                           |
| 21 | Szépilona                                       | 3  | 22, 22A, 222                                                                                  |                                                                                           |
| 22 | Moholy-Nagy Művészeti Egyetem                   | 2  | 222                                                                                           |                                                                                           |
| 23 | Szarvas Gábor út                                | 1  | 22, 22A, 222 781, 782, 783, 784, 785, 786, 787, 789, 791, 793, 794, 795                       |                                                                                           |
| 24 | Lóvasút                                         | 0  |                                                                                               |                                                                                           |
| 25 | Zugliget, Libegő végállomás                     | 0  | Libegő                                                                                        | Libegő                                                                                    |

## Képgaléria

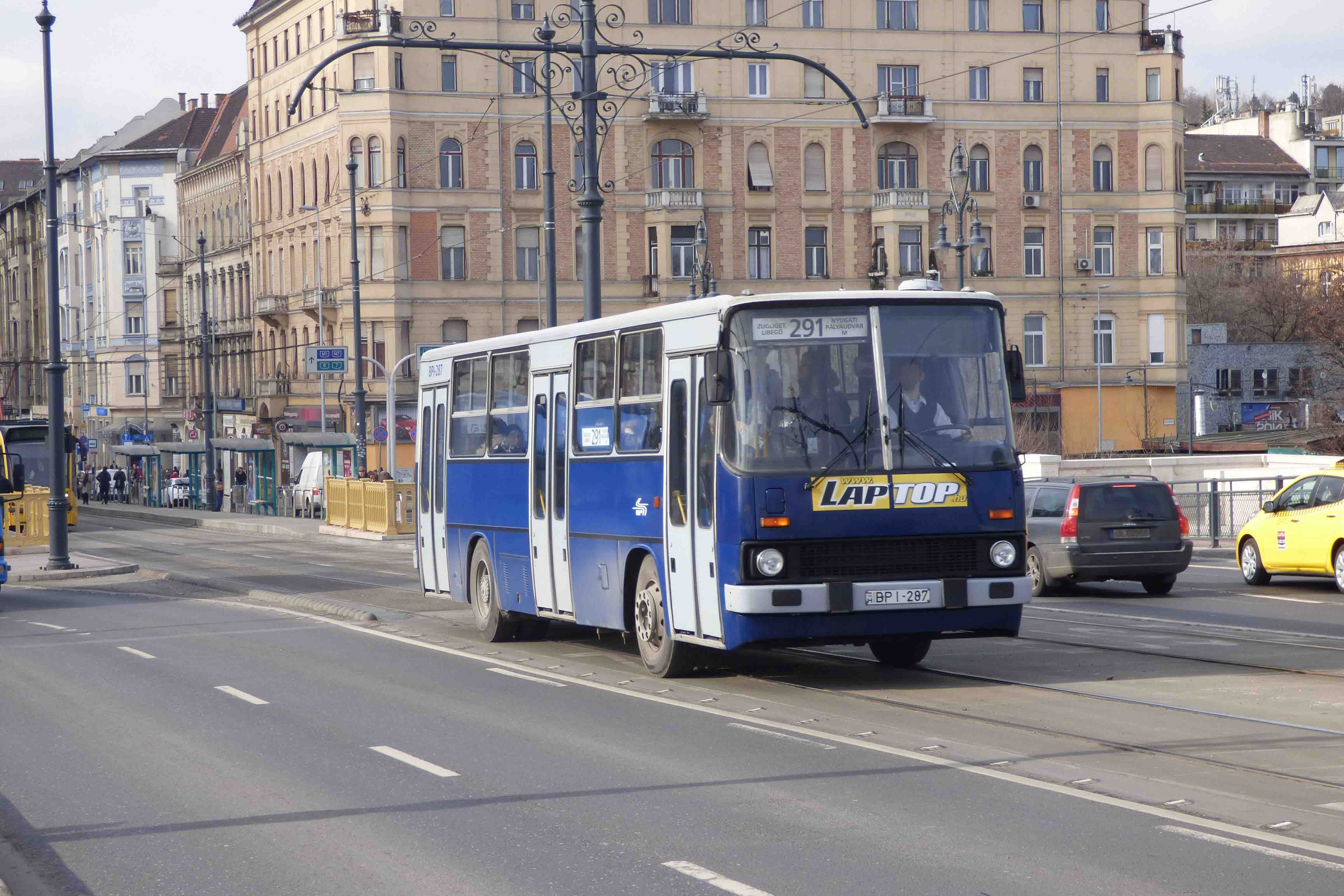
Ikarus 260-as busz a Margit híd előtt
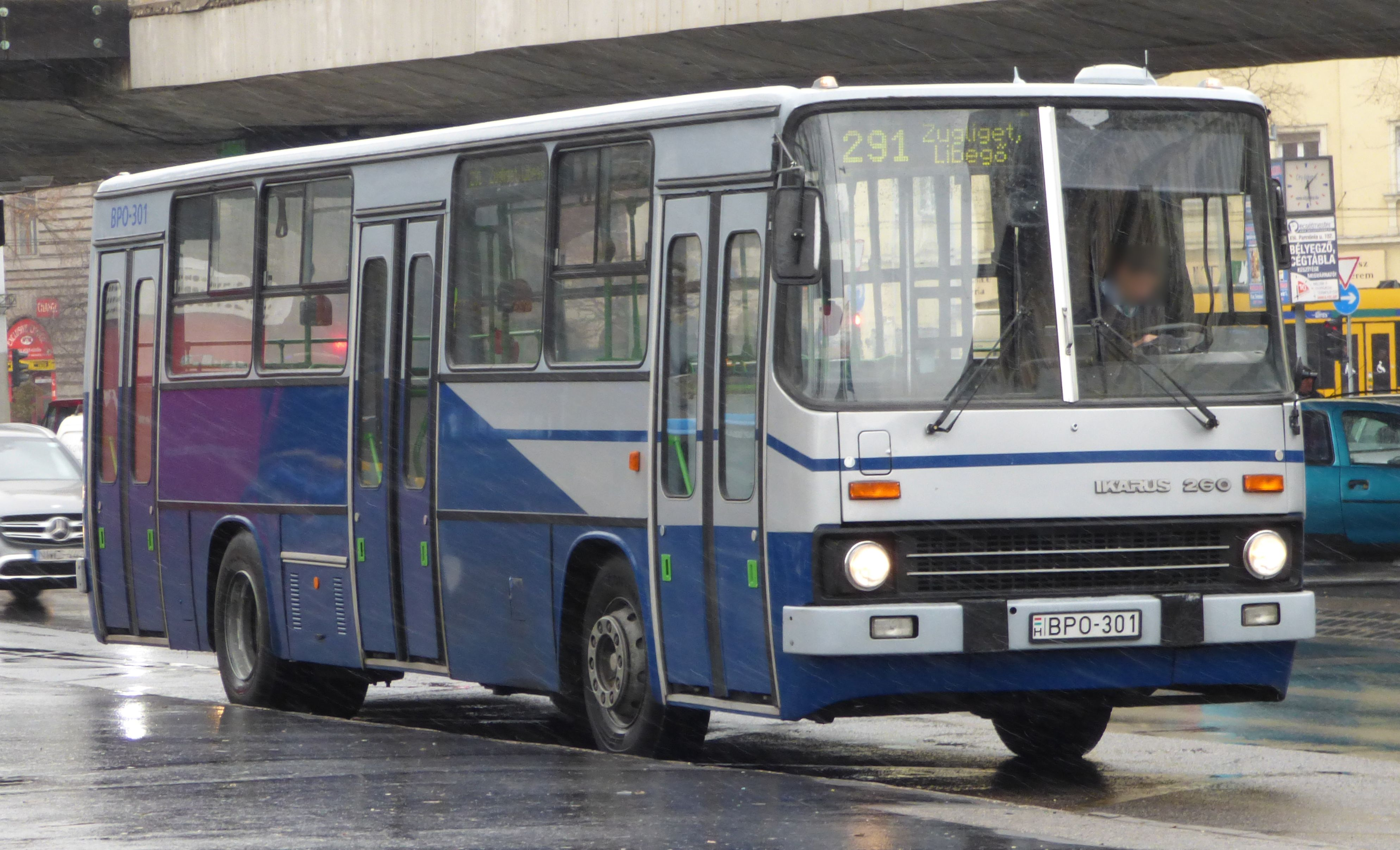
Ikarus 260-as busz a Nyugati pályaudvarnál